# Neuontobotrys berningeri
Neuontobotrys berningeri är en korsblommig växtart som beskrevs av Otto Eugen Schulz. Neuontobotrys berningeri ingår i släktet Neuontobotrys och familjen korsblommiga växter. Inga underarter finns listade i Catalogue of Life.